# Филисово (деревня, городской округ Шатура)
Фили́сово — деревня в Шатурском муниципальном районе Московской области, в составе сельского поселения Пышлицкое. Расположена в юго-восточной части Московской области на берегу Святого озера. Население — 18 чел. (2013). Деревня известна с 1632 года. Входит в культурно-историческую местность Ялмать.

## Название
В письменных источниках деревня упоминается как Филисова или Филисово. В памятной книжке Рязанской губернии 1868 года обозначена как Фалисова. Название связано со старым календарным личным именем Филист или фамилией Филисов.

## Физико-географическая характеристика
Деревня расположена в пределах Мещёрской низменности, относящейся к Восточно-Европейской равнине, на высоте 116 м над уровнем моря. Рельеф местности равнинный. К северу от деревни находятся бывшие колхозные поля, к югу — озеро Святое, одно из Клепиковских озёр, через которые протекает река Пра. К северо-западу от деревни расположен лес Подосорня.
По автомобильной дороге расстояние до МКАД составляет около 165 км, до районного центра, города Шатуры, — 64 км, до ближайшего города Спас-Клепики Рязанской области — 20 км, до границы с Рязанской областью — 4 км. Ближайший населённый пункт — деревня Евлево, расположенная в 0,7 км к югу от Филисово.
Деревня находится в зоне умеренно континентального климата с относительно холодной зимой и умеренно тёплым, а иногда и жарким, летом. В окрестностях деревни распространены торфянисто- и торфяно-подзолистые и аллювиальные почвы с преобладанием суглинков и глин.
В деревне, как и на всей территории Московской области, действует московское время.

## История

### С XVII века до 1861 года
В XVII веке сельцо Филисово входило в Тереховскую кромину волости Муромское сельцо Владимирского уезда Замосковного края Московского царства. Деревня была поделена на две половины, которые принадлежали братьям Чеглоковым — Василию и Селиверсту Александровичам.
В писцовой книге Владимирского уезда 1637—1648 гг. Филисово описывается как деревня на озере Перцове с пахотными землями среднего качества и сенокосными угодьями. Селиверст Александрович получил поместье своего отца в 7140 (1631/32) году. В его половине деревни было 9 дворов:

В Тереховской кромине, полсельца, что была деревня Филисова на Перцове озере, а другая половина того сельца в поместье ж за братом его за стольником Василием Чеглоковым. А в нём на его половину двор его помещиков в нём прикащик Томилко Андреев сын Верещагин. Да крестьяне во дворе: Ивашко Дементьев да сын его Васька, да у него ж, Ивашка, во дворе жил брат его Климко с детьми: Филатком, да с Ромашком, да с Федотком. И он Климко и с детьми бежали безвестно во 145 году. Во дворе Матюшко Дементьев да брат его Терешка, да сын его Ларька. Во дворе Исачко Бусин да племянник его Петрушко Иванов. Да бобылей во дворе: Лазорко Яковлев, да пасынок его Ларько, да племянник его Гришка Абросимов сын Савин. Во дворе Ефимко Терентьев да сын его Гришка. Во дворе вдова Агрофенка Власовская жена Алексеева да сын его Ефимко. Двор пуст бобылки, вдовы, Анницы Терентьевской жены Максимова да детей его Логинко, прозвище Томилко, да Афонька, бежали безвестно во 146 году. Двор пуст бобылки вдовы Настасьицы Мокеевской жены Матвеева да детей её Куземки да Кондрашка, бежали безвестно во 146 году. Пашни паханые, середние земли пятьдесят семь четвертей с осьминою без четверика в поле, а в дву по тому ж; сена около поль пятнадцать копен
Василию Александровичу своё прожиточное поместье сдала его тетя, вдова Арина Чеглокова, в 7147 (1638/39) году. У Василия Чеглокова было 10 дворов:

В Тереховской кромине, полсельца, что была деревня Филисова на озере на Перцове, а другая половина того сельца в поместье за братом его за Селиверстом Чеглоковым. А в нём на его половину двор его помещиков, во дворе прикащик Ондрюшко Микитин. Во дворе деловой человек Якушко Иванов. Да крестьяне во дворе: Ефимко Матвеев да брат его Мишка, да сын его Ивашко. Во дворе Гришка Парфентьев да дети его Олешка да Софонко. Во дворе Кондрашко Максимов да сын его Якушка, да племянник его Кирюшко Иванов. Да бобылей во дворе: Оверкейко Иванов да сын его Офонька. Во дворе Сенька Карпов, да брат его Тимошка, да Фетька Максимов. Во дворе Ивашко Курдюков да брат его Гришка. Двор пуст бобыля Алешки Дементьева да сына его Гришки, бежали безвестно во 145 году. Двор пуст бобыля Игнашка, прозвище Суботки, Ломакина да сына его Ивашка, бежали безвестно во 146 году. Пашни паханые, середние земли пятьдесят семь четвертей с осьминою без четверика в поле, а в дву по тому ж; сена около поль пятнадцать копен
В результате губернской реформы 1708 года деревня оказалась в составе Московской губернии. После образования в 1719 году провинций деревня вошла во Владимирскую провинцию, а с 1727 года — во вновь восстановленный Владимирский уезд.
В 1778 году образовано Рязанское наместничество (с 1796 года — губерния). Впоследствии вплоть до начала XX века Филисово входило в Егорьевский уезд Рязанской губернии.
В Экономических примечаниях к планам Генерального межевания, работа над которыми проводилась в 1771—1781 гг., деревня описана следующим образом:

Сельцо Фелисово Аграфены Григорьевны дочери Козодавлевой. При озере Перцове и большой дороге, лежащей из города Егорьевска в город Касимов. Дом господский деревянный. Земля иловатая, хлеб и покосы средственны, лес дровяной, крестьяне на оброке"
В последней четверти XVIII века деревня принадлежала секунд-ротмистрше Аграфене Григорьевне Козодавлевой, в 1797 году — статскому советнику и кавалеру Осипу Петровичу Козодавлеву.
26 февраля 1818 года часть жителей деревни на общем сходе заявили, что они исповедают молоканскую веру и отказываются исполнять христианские обязанности. В мае 1818 года об этом было доложено владельцу деревни О. П. Козодавлеву. В своём ответе Осип Петрович писал, что крестьяне его «по простоте и невежеству заблуждаются в вере» и «исправлять их надобно духом кротости, вразумлять их, и советами и увещеваниями приводить их на истинный путь». Кроме того, Козодавлев сообщил о случившимся своему управляющему А. А. Петрову-Соловово и просил его позаботиться об этом деле. Несмотря на это, крестьяне деревни заявили, что отказываются ходить в церковь и принимать священников у себя дома. Какие были сделаны распоряжения А. А. Перовым-Соловово не известно, но с 1824 года в клирикальных ведомостях отмечалось, что молокан в приходе не имеется. Из показаний дьякона Герасима Андреева известно, что часть молокан вновь перешли в православие, часть умерли, а некоторые, по распоряжению вотчинного начальства, были переведены в другие губернии. Однако тайные последователи молоканской веры были в деревне ещё в конце XIX века.
По данным X ревизии 1858 года, деревня принадлежала губернскому секретарю Николаю Яковлевичу Николаеву, штабс-ротмистрше Елизавете Валериановне Ильиной и княгине Елизавете Андреевне Дашковой. По сведениям 1859 года Филисово — владельческая деревня 2-го стана Егорьевского уезда по левую сторону Касимовского тракта, при реке Ялме. На момент отмены крепостного права владельцами деревни были помещики Николев, Рябинина, Ильина и Дашкова.

### 1861—1917
После реформы 1861 года из крестьян деревни было образовано четыре сельских общества, которые вошли в состав Архангельской волости.
Согласно Памятной книжке Рязанской губернии на 1868 год в деревне имелась ветряная мельница с одним поставом.
В 1885 году был собран статистический материал об экономическом положении селений и общин Егорьевского уезда. Во всех сельских обществах деревни было общинное землевладение. В общинах Николева и Рябининой земля была поделена по ревизским душам, в двух других общинах — по работникам. Практиковались переделы мирской земли — пашня делилась в разные сроки в каждой общине, а луга делились ежегодно. У всех обществ имелся дровяной лес. В общине Рябининой также была кирпичная глина, которую не использовали, но ранее делали кирпичи. Надельная земля в каждой из четырёх общин находилась в двух участках, отделённых один от другого чужими владениями. Сама деревня была расположена с краю надельной земли. Некоторые крестьяне арендовали луга.
Почвы были супесчаные, илистые и суглинистые, пашни — ровные, но местами низменные. Покосы были в основном суходольные, а в общине Рябининой болотистые по берегу реки. Прогоны во всех общинах были удобные. В деревне был общий пруд и колодцы около каждого двора с хорошей водой. Своего хлеба не хватало, поэтому его покупали в селе Спас-Клепиках. Сажали рожь, овёс, гречиху и картофель. У крестьян было 64 лошади, 175 коров, 453 овцы, 157 свиней, а также 149 плодовых деревьев и 8 колодок пчёл. Избы строили деревянные, крыли деревом и железом, топили по-белому.
Деревня входила в приход села Ялмонт. В самой деревне имелась школа, кабак и кузница. Главным местным промыслом было вязание сетей для рыбной ловли, которым занимались исключительно женщины. Среди мужчин было много плотников, которые уходили на заработки в Москву, Урюпинскую станицу, Саратовскую, Тульскую, Тамбовскую, Воронежскую губернии и другие места.
В 1886 году на средства сельского общества было основано Филисовское земское училище. На 1886 год в училище обучалось 68 учеников (53 мальчика и 15 девочек) из 4 близлежащих селений (кроме Филисова, также из деревень Селянино, Дубасово и Семёновской), при этом из самой деревни было 60 учеников. В школе обучались в основном крестьянские дети — 62 ребёнка, кроме того, было 6 детей из купцов и мещан. Школа занимала одноэтажное деревянное здание. В училище был введён трёхлетний курс обучения, дети разделённые на три отделения одновременно занимались в одной классной комнате с единственным учителем. Библиотека в школе отсутствовала. С 1886 года законоучителем и учителем в школе был В. А. Алеев. Попечителем школы значился крестьянин В. И. Клочков.
По данным 1905 года основным отхожим промыслом в деревне оставалось плотничество. В деревне имелась смешанная земская школа, кузница и ветряная мельница. Ближайшее почтовое отделение и земская лечебница находились в селе Архангельском.

### 1917—1991
В 1919 году деревня Филисово в составе Архангельской волости была передана из Егорьевского уезда во вновь образованный Спас-Клепиковский район Рязанской губернии. В 1921 году Спас-Клепиковский район был преобразован в Спас-Клепиковский уезд, который в 1924 году был упразднён. После упразднения Спас-Клепиковского уезда деревня передана в Рязанский уезд Рязанской губернии. В 1925 году произошло укрупнение волостей, в результате которого деревня оказалась в укрупнённой Архангельской волости. В ходе реформы административно-территориального деления СССР в 1929 году деревня вошла в состав Дмитровского района Орехово-Зуевского округа Московской области. В 1930 году округа были упразднены, а Дмитровский район переименован в Коробовский.
В 1930 году деревня Филисово входила в Филисовский сельсовет Коробовского района Московской области.
В начале 30-х годов в деревне был организован колхоз им. Молотова, впоследствии им. Ворошилова. Известные председатели колхоза: Сорокин (1931 год), Городсков (1932 год), Балакин (с апреля 1933 года), Демидова (1934—1936 гг.), Бугров (апрель 1936—1937 гг.), Панцов (1938 год), Подосинников (до июля 1940 года), Минаев (с июля 1940 года), Шестов (1940—1943 гг.), Пивоварова (1943, 1947, 1950 гг.), Козлов (с апреля 1948 года).
Во время Великой Отечественной войны в армию были призваны 77 жителей деревни. Из них 45 человек погибли и 13 пропали без вести. Трое уроженцев деревни были награждены боевыми орденами и медалями:
- Боголюбов Ливерий Дмитриевич (1919 г.р.) — призван в 1939 году, служил в звании красноармейца, демобилизован в 1943 году из-за контузии, был награждён орденом Отечественной войны I степени и медалью «За победу над Германией»;
- Казаков Николай Денисович (1926 г.р.) — призван в 1943 году, служил в 472-м отдельном самоходном артиллерийском дивизионе 333-й стрелковой дивизии, демобилизован в 1945 году в звании сержанта, был награждён медалями «За боевые заслуги» и «За победу над Японией»;
- Шариков Василий Иванович (1923 г.р.) — служил 131-м стрелковом полку 45-й гвардейской стрелковой дивизии, демобилизован в 1949 году в звании старшины, был награждён медалями «За отвагу» и «За победу над Германией»[39].

В 1951 году было произведено укрупнение колхозов, в результате которого деревня Филисово вошла в колхоз им. 8 Марта. Правление укрупнённого колхоза находилось в деревне. Известные председатели колхоза: Журавлёв А., Советов А., Панфёров В. П. (1953—1958 гг.). Впоследствии в ходе второго укрупнения в 1958 году деревня вошла в колхоз им. Сталина. В 1960 году был создан совхоз «Пышлицкий», в который вошли все соседние деревни, в том числе Филисово.
В 1954 году деревня была передана из упразднённого Филисовского сельсовета в Пышлицкий сельсовет. 3 июня 1959 года Коробовский район был упразднён, Пышлицкий сельсовет передан Шатурскому району. С конца 1962 года по начало 1965 года Филисово входило в Егорьевский укрупнённый сельский район, созданный в ходе неудавшейся реформы административно-территориального деления, после чего деревня в составе Пышлицкого сельсовета вновь передана в Шатурский район.

### С 1991 года
В 1994 году в соответствии с новым положением о местном самоуправлении в Московской области Пышлицкий сельсовет был преобразован в Пышлицкий сельский округ. В 2005 году образовано Пышлицкое сельское поселение, в которое вошла деревня Филисово.

## Население
| 1812 | 1858 | 1859 | 1868 | 1885 | 1905 | 1970 |
| ---- | ---- | ---- | ---- | ---- | ---- | ---- |
| 644  | ↗658 | ↗689 | ↘641 | ↗737 | ↗844 | ↘57  |
| 1993 | 2002 | 2006 | 2010 | 2011 | 2013 |      |
| ↘14  | →14  | ↘6   | ↗13  | ↗15  | ↗18  |      |

Первые сведения о жителях деревни встречаются в писцовой книге Владимирского уезда 1637—1648 гг., в которой учитывалось только податное мужское население (крестьяне и бобыли). В деревне Филисово было 19 дворов, в которых проживало 37 мужчин.
В переписях за 1812, 1858 (X ревизия), 1859 и 1868 годы учитывались только крестьяне. Число дворов и жителей: в 1812—644 чел.; в 1858 году — 309 муж., 349 жен.; в 1859 году — 104 двора, 310 муж., 379 жен.; в 1868 году — 108 дворов, 306 муж., 335 жен.
В 1885 году был сделан более широкий статистический обзор. В деревне проживало 705 крестьян (117 дворов, 328 муж., 377 жен.), из 146 домохозяев 29 не имели своего двора, а у девяти было две и более избы. Кроме того, в деревне проживало 5 семей, не приписанных к крестьянскому обществу: четыре мещан из Егорьевска, Рязани и Покрова, а пятая крестьян из Ямской слободы города Рязани (всего 17 мужчин и 15 женщин). На 1885 год грамотность среди крестьян деревни составляла 16 % (113 человек из 705), также было 22 учащихся (21 мальчик и 1 девочка).
В 1905 году в деревне проживало 844 человека (111 дворов, 411 муж., 433 жен.), в 1970 году — 41 двор, 57 чел.; в 1993 году — 32 двора, 14 чел.; в 2002 году — 14 чел. (3 муж., 11 жен.).
По результатам переписи населения 2010 года в деревне проживало 13 человек (9 муж., 4 жен.), из которых трудоспособного возраста — 8 человек, старше трудоспособного — 4 человека, моложе трудоспособного — 1 человек. Жители деревни по национальности в основном русские (по переписи 2002 года — 86 %).
Деревня входила в область распространения Лекинского говора, описанного академиком А. А. Шахматовым в 1914 году.

## Социальная инфраструктура
Ближайшие предприятия торговли, дом культуры, библиотека и операционная касса «Сбербанка России» расположены в селе Пышлицы. Медицинское обслуживание жителей деревни обеспечивают Пышлицкая амбулатория, Коробовская участковая больница и Шатурская центральная районная больница. Ближайшее отделение скорой медицинской помощи расположено в Дмитровском Погосте. Среднее образование жители деревни получают в Пышлицкой средней общеобразовательной школе.
Пожарную безопасность в деревне обеспечивают пожарные части № 275 (пожарные посты в селе Дмитровский Погост и деревне Евлево) и № 295 (пожарные посты в посёлке санатория «Озеро Белое» и селе Пышлицы).
Деревня электрифицирована. Центральное водоснабжение отсутствует, потребность в пресной воде обеспечивается общественными и частными колодцами.

## Транспорт и связь
В 1,5 км к западу от деревни проходит асфальтированная автомобильная дорога общего пользования Дубасово-Пятница-Пестовская, на которой имеется остановочный пункт маршрутных автобусов «Семеновская». К югу от деревни проходит автомобильная дорога регионального значения Р105 (Егорьевское шоссе). От остановки «Семеновская» ходят автобусы до города Шатуры и станции Кривандино (маршруты № 27, № 130 и № 579), села Дмитровский Погост и деревни Гришакино (маршрут № 40). Ближайшая железнодорожная станция Кривандино Казанского направления находится в 53 км по автомобильной дороге.
В деревне доступна сотовая связь (2G и 3G), обеспечиваемая операторами «Билайн», «МегаФон» и «МТС». Ближайшее отделение почтовой связи, обслуживающее жителей деревни, находится в селе Пышлицы.

## Известные уроженцы
- Кочетков, Николай Павлович — лётчик, Герой Советского Союза.

## Памятники археологии
На территории деревни на западном берегу озера Святое обнаружено селище, XI—XIII вв. В ходе раскопок найдена древнерусская гончарная керамика с линейным и волнистым орнаментом. Территория памятника застроена и распахивается под огороды.